# Plateumaris discolor
Plateumaris discolor är en skalbaggsart som först beskrevs av Herbst 1795.  Plateumaris discolor ingår i släktet Plateumaris, och familjen bladbaggar. Arten är reproducerande i Sverige.